# 广百股份

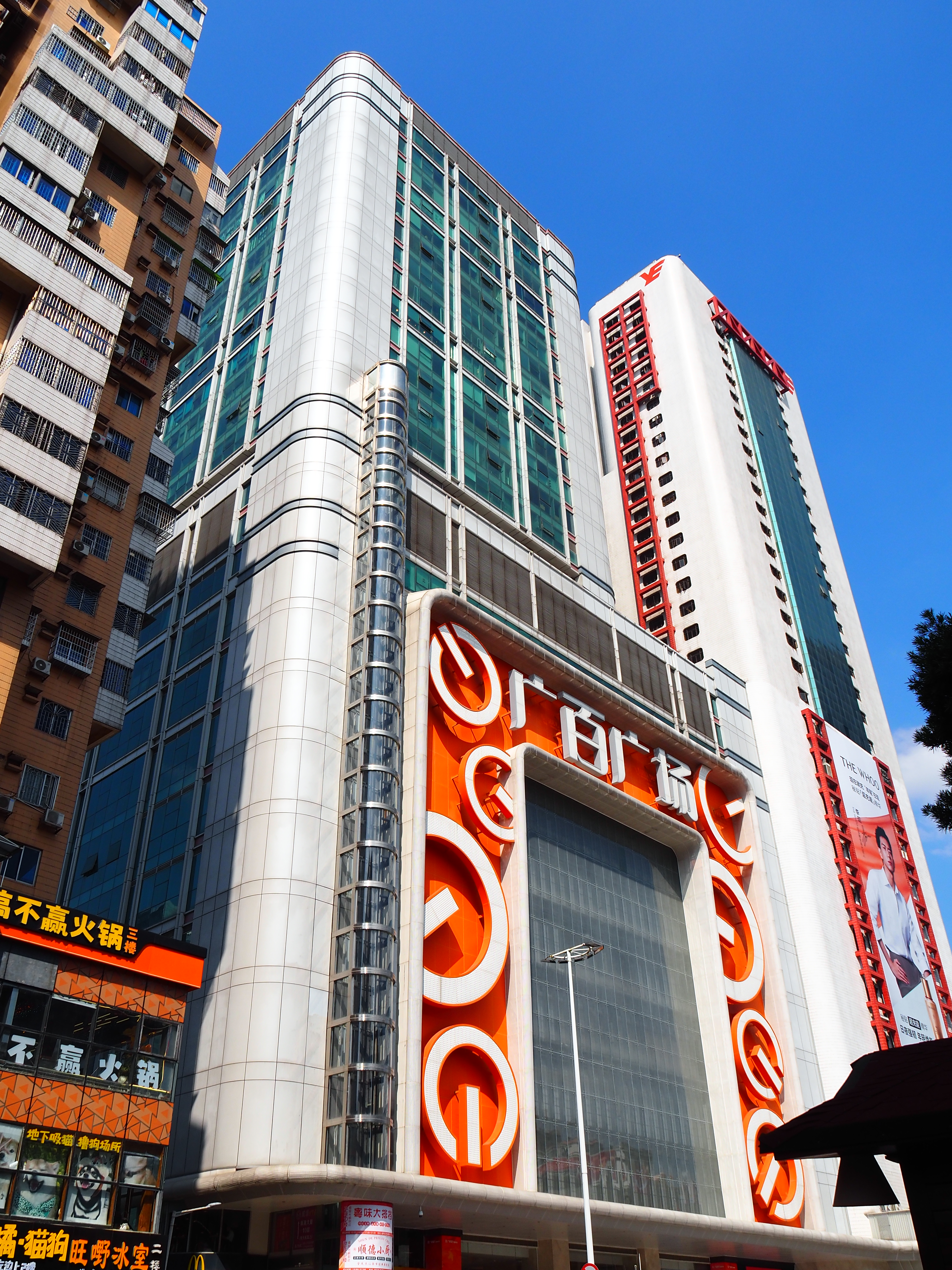
廣百百貨北京路店

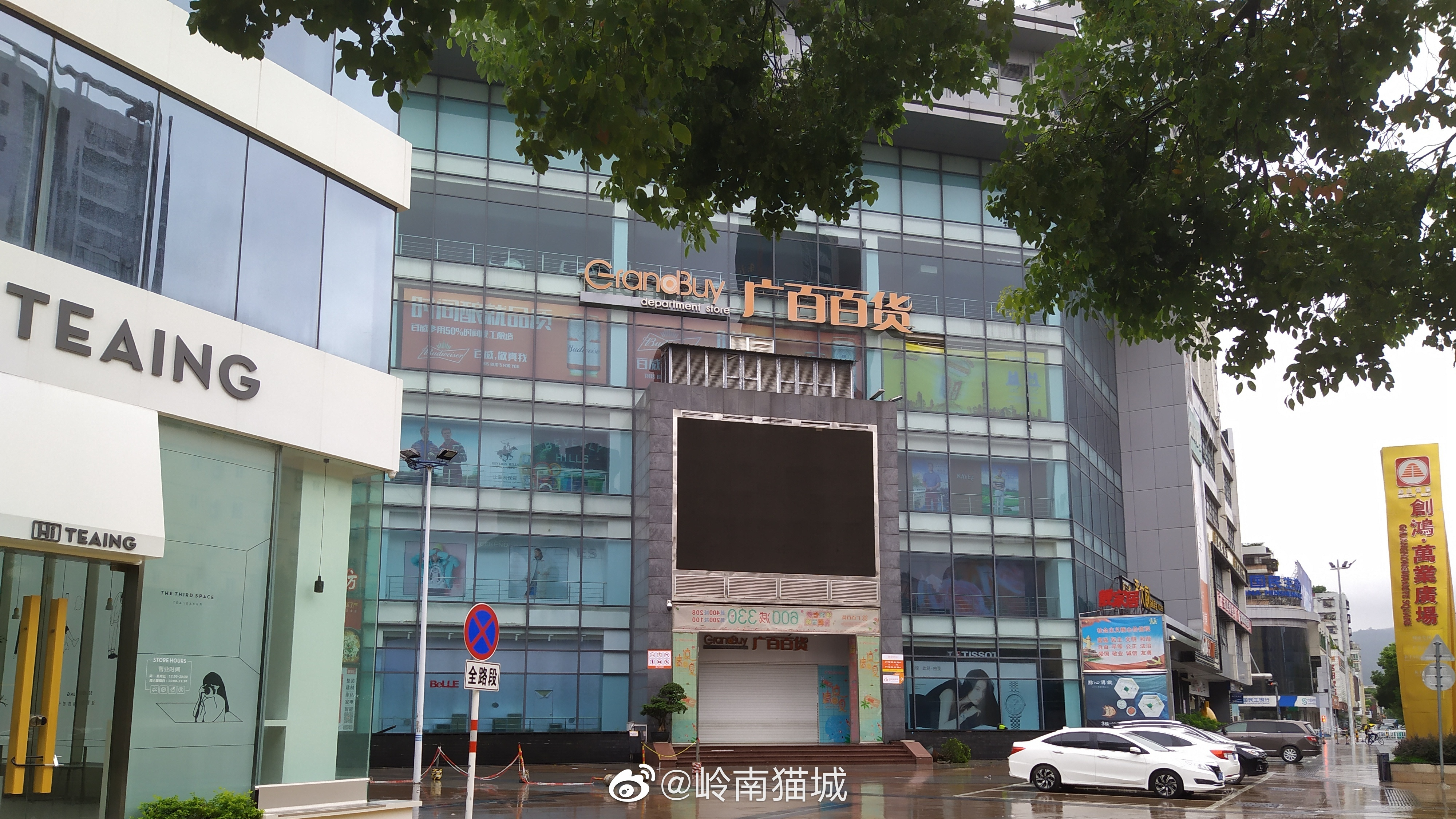
广百百货揭阳店

广州市广百股份有限公司（英語：Guangzhou GrandBuy Co.,Ltd.，深交所：002187，简称：广百股份）总店位于广州市北京路295号，营业面积逾80000平方米，成立于1991年，集购物、消闲、展示、娱乐、饮食服务于一体。自1993年开始连续10年位居广州市单间百货大型零售企业销售第一。广百发展多种业态连锁经营，现有9家连锁店。先后发展多间百货连锁分店及广百电器专门店。現時占据广州市主要的百货零售市场。

## 历史
2002年4月30日，有11年历史的广州百货大厦成功实现股份制改造，成立广百股份有限公司，从原来的国有大型百货零售企业改制成为国有控股、多元化投资主体的股份公司，实现了由传统百货公司向现代零售业，由单店经营向连锁经营的重大转变。
2007年3月，公司被广东省经贸委再次认定为广东省重点培育的流通龙头企业。
2007年11月22日，广百股份于深圳证券交易所正式挂牌，是广东省最大的国有商业集团——广州百货企业集团有限公司的核心企业。
2019年2月27日廣州越秀金融控股集團股份有限公司以38.32億元現金出售廣州友誼商店100%股權給廣百股份控股股東廣百集團。

## 控股股东
广百股份有限公司以发起方式设立，其中广州百货企业集团有限公司为第一大股东，持有广百股份有限公司60%的股权。广百集团是广东省、广州市重点发展，广州市政府授权国有资产经营的大型商业企业.广百集团2007年营业额111.3亿元，利润总额2.3亿元，经营规模为中国商业企业百强第22位，广东省商业企业排名第3位。

## 经营状况
广百百货是广百股份有限公司的核心主营业务，目前在广东省内外连锁门店总经营面积近21万平方米，2007年销售规模超过38.6亿元，实现税利2.94亿元。
- 广百百货北京路店（广州百货大厦）：位于广州市繁华的北京路商业街，1991年2月8日开业，是广百百货旗舰店，也是广州市商务局的总部所在地[3]。广百新翼位于北京路广州百货大厦西侧，总占地约6500平方米，商场总面积45000平方米，总高为27层。
- 广百百货天河中怡店：广州市天河商圈高档精品时尚百货公司——“广百天河中怡店”2006年9月29日盛装开业，经营面积近5万平方米。
- 广百新一城购物中心：位于广州市海珠区传统商圈江南西与宝岗大道交汇处，2006年12月29日开业，是海珠区首个集购物、娱乐、餐饮等多元素于一体的购物中心。
- 广百百货新市店：2004年10月28日新张，位于广州市白云区商圈中心百信广场，营业面积约13000平方米。
- 广百百货佳润店：2008年9月19日开业，坐落于广州大道北佳润广场1-3层，营业面积约14000平方米。
- 广百百货棠溪店：2002年12月13日开业，位于广州三元里大道1228号，经营面积2600平方米，是广百股份有限公司的首家电器专业店。
- 广百百货花都店：2003年1月22日开业，位于广州市花都区友和中心广场，经营面积5335平方米，年销售额超7000万元。
- 广百百货从化店：1998年12月28日开业，位于广东省从化市街口新世纪广场，经营面积逾3570平方米，年销售额超5000万元，开业至今一直保持着“当地第一店”的地位。
- 广百百货揭阳店：2009年12月13日开业，位于广东省揭阳市城市中央商务区（CBD）东山黄岐山大道与建阳路交汇处创鸿万业广场，经营面积首层至四层25000平方米，汇聚200多个时尚优质品牌，以广百独有的品牌经营特色，打造揭阳时尚精品百货公司，树立一个全新的城市时尚生活风向标。